# 1092. grenadirski polk (Wehrmacht)
1092. grenadirski polk (izvirno nemško 1092. Grenadier-Regiment; kratica 1092. GR) je bil pehotni polk Heera v času druge svetovne vojne.

## Zgodovina
Polk je bil ustanovljen 24. julija 1944 kot sestavni del 547. grenadirske divizije. Februarja 1945 je bil polk vkorporiran v 170. pehotno divizijo.
Ponovno je bil ustanovljen 10. marca 1945 s preoblikovanjem 1. grenadirskega polka Hannover.